# Bormida (Fluss)
Die Bormida (Bormia in Piemontesischer Sprache) ist ein rund 150 Kilometer langer Fluss in den Regionen Ligurien und Piemont im Nordwesten Italiens. 

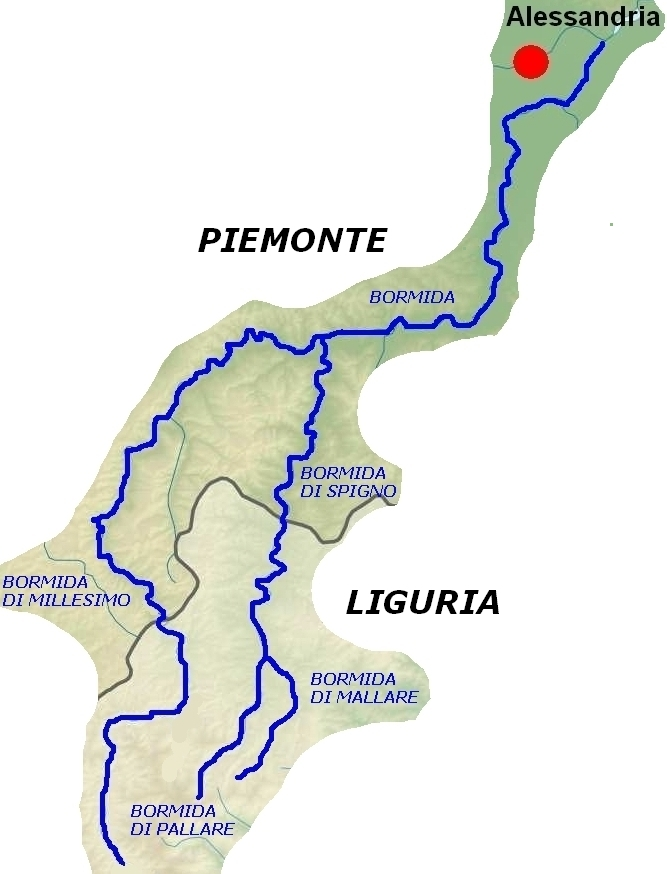

Aus der östlichen Bormida di Spigno, die die Grenzlinie Alpen–Apennin markiert, und der westlicheren Bormida di Millesimo, die an der Nordseite des ligurischen Alpen entspringt, bildet sich nach deren Zusammenfluss auf dem Gemeindegebiet von Bistagno, westlich von Acqui Terme die Bormida. Diese fließt ebenfalls beständig in nordöstliche Richtung, um nach rund 64 Kilometern kurz vor der Mündung in den Tanaro, in der Nähe von Alessandria, bei der Gemeinde Pietra Marazzi, die Wasser ihres Nebenflusses Orba aufzunehmen. 
In der Schlacht bei Marengo, einem Ort unweit des Zusammenflusses, war die Bormida im Jahr 1800 Schauplatz einer Flussüberquerung und eines späteren Rückzugs durch die beteiligten Österreicher.